# Archie Hahn
Pour les articles homonymes, voir Hahn.
Charles Archibald « Archie » Hahn né le 14 septembre 1880 à Dogville (Wisconsin) et mort le 21 janvier 1955 à Charlottesville (Virginie) est un athlète américain. Il réalise le triplé 60, 100 et 200 mètres aux JO de Saint-Louis en 1904.

## Carrière
Bien que de petite taille (1,65 m), Archie Hahn est recruté par l'université du Michigan en 1900. Dès 1901 il égale le record du monde des 100 yards en 9 s 8. Il participe et gagne le « Big Ten » sur 100 yards en 1901 et 1902, et sur 220 yards en 1903.
Après sa victoire aux championnats d'Amérique du Nord en 1903 et en l'absence des athlètes européens, Archie Hahn, le « météore de Milwaukee » est le favori des épreuves de sprint des JO de Saint-Louis.
Spécialiste du départ rapide, il s'impose logiquement dans le 60 mètres avec un nouveau record du monde (7 s). Dans le 200 mètres, il bat le record olympique en 21 s 6 secondes. Réalisé en ligne droite, ce chrono reste longtemps une référence qui ne sera battue qu'en 1932 à Los Angeles. Le 100 mètres est disputé avec un vent violent ce qui n'empêche pas Hahn de remporter son troisième titre dans ces Jeux avec un temps de 11 secondes. Il est le premier athlète à réaliser le doublé 100 et 200 mètres aux Jeux.
Archie Hahn confirme en remportant la finale du 100 mètres des Jeux intercalaires d'Athènes en 1906 (les 60 et 200 mètres ne sont pas organisés). Si l'on considère les Jeux intercalaires de 1906, organisées par le CIO, comme des Jeux olympiques, Archie Hahn est alors avec Carl Lewis à Séoul et Usain Bolt à Londres le seul sprinter à avoir conservé son titre lors des Jeux.
Bien que diplômé en droit de l'université du Michigan, Hahn n'exerça jamais sa profession. Il préféra entraîner les jeunes sprinters des universités de Princeton et, entre 1929 et 1951 de Virginie. Il publia en 1926 un livre, « How to Sprint » qui fit longtemps référence.